# Château de Talmont
Le château de Talmont est un château médiéval en ruines qui se trouve sur la commune de Talmont-Saint-Hilaire, dans le département de la Vendée.

## Historique

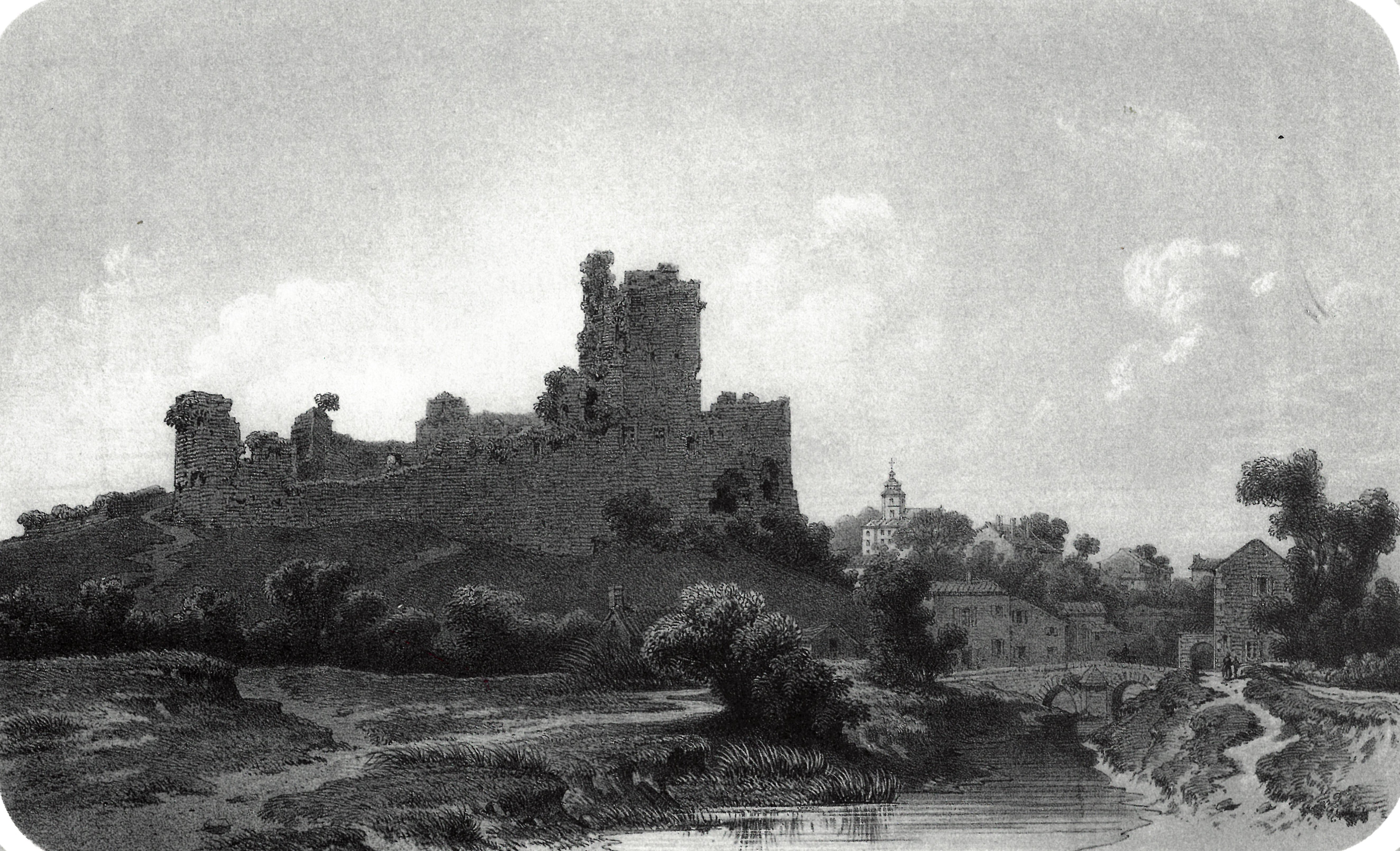
Ruines du château de Talmont, dessin de Thomas Drake et lithographie d'Henri Daniaud, 1860.

Les premières fortifications dateraient de 1025 sous l'ordre de Guillaume Ier de Talmont dit le Chauve, seigneur de Talmont, demi-frère probable de Guillaume V duc d'aquitaine.  Il y aurait fait construire une motte castrale, qui existe encore sous la forme d'une petite colline envahie d'arbres, visible dans un jardin rue de l'Abbaye.
En 1050, il jugea sans doute cette motte insuffisante et à l'emplacement d'une église ruinée dédiée à saint Pierre, située un peu plus au sud, il décide de bâtir un château fort en pierre, probablement un des premiers de la Vendée. Il n'a gardé que la partie clocher et porche de l'église, qui forme une tour carrée, afin d'en faire un donjon et ajouté un mur de pierres fermant une petite cour. Il a flanqué le donjon d'une tour d'escalier et ajouté un bâtiment adossé au mur nord. Le clocher d'origine se distingue encore dans les maçonneries. La suppression de l'église, dont l'usage n'était pas compatible avec l'objectif défensif des seigneurs, daterait plutôt de Pépin, petit-fils de Guillaume, qui fut excommunié à cette occasion.
En 1138 un coup de main de Guillaume de Lezay contre le roi de France échoue, le château est pris et le logis incendié.
Entre le XIe et la toute fin du XIIe siècle, soit de Guillaume le Chauve à Raoul III de Mauléon, la seigneurie de Talmont était en réalité une co-seigneurie partagée entre le seigneur portant le titre de sire de Talmont, et le duc d'Aquitaine qui était aussi comte du Poitou.
Vers 1170, Richard Cœur de Lion, qui a hérité de droits sur le château, s'y rend régulièrement pour chasser avec le seigneur de Talmont, son ami Raoul III de Mauléon. Il lance un vaste programme d'extension de la forteresse. Ainsi une nouvelle enceinte flanquée de plusieurs tours rondes vient doubler celle du XIe siècle, un châtelet d'entrée imbriqué dans cette enceinte est construit au nord, une petite enceinte isole le donjon à l'intérieur de la cour originelle, le donjon est renforcé par un mur en éperon au nord et une tour de garde munie d'un assommoir et d'une entrée coudée permet de pénétrer dans la cour du donjon.
C'est peut-être aussi de cette époque que fut élevée une enceinte urbaine qui fortifiait la ville de Talmont établie au pied de la forteresse. Cette enceinte était entrecoupée de vides, car par endroits, des canaux la fortifiaient naturellement. Pour entrer dans la ville, il y avait cinq châtelets d'entrée au niveau des portes sur le tracé des routes principales : la porte de l'Abbé (sur la route de Sainte-Foy, intersection du chemin des Prêches), la porte Guédon (sur la route de Grosbreuil, à 150 m de l'intersection avec la route de Sainte Foy), la porte Cadoret (près du ruisseau des Rosais, route de Nieul), la porte de Curzon (intersection de la rue du Centre et l'avenue de Luçon), la porte Potet (rue nationale, à toucher au Gué Chatenay, à l'emplacement de la Brasserie Talmondaise),.
Lors de la crise de succession qui suivit la mort de Richard Cœur de Lion, Raoul de Mauléon obtient d'Aliénor les droits des ducs d'Aquitaine sur la forteresse en échange de son soutien. Seigneurie et château réunis passèrent entre les mains des vicomtes de Thouars au début du XIIIe siècle.
Pendant la guerre de Cent Ans, Louis de Thouars, fidèle soutien de Jean le Bon, décide de se faire passer pour fou après le traité de Brétigny, et se réfugia au château de Talmont. Son épouse Ysabeau d'Avaugour, qui au contraire est du côté des Anglais, livra le domaine au Prince Noir. Ce dernier voulut vérifier si le vicomte était vraiment fou, et envoya un enquêteur à Talmont. La supercherie fut découverte, et le Prince Noir confisqua les biens de Louis de Thouars, pour le contraindre à lui prêter serment, et ainsi récupérer ses biens. Le vicomte fit de même, mais il mourut en 1370.
Le roi de France Charles V lança une reconquête des places fortes perdues à cause du traité de Brétigny, en laissant son connétable Bertrand du Guesclin et son lieutenant Olivier V de Clisson les assiéger une à une pour y déloger les Anglais. En 1372, le roi contraignit Ysabeau d'Avaugour à se soumettre à la couronne de France. Jean de Berry, le nouveau comte de Poitou était alors le frère de Charles V le Sage. La seigneurie de Talmont est alors disputée entre les filles de Louis de Thouars (Pernelle, Isabeau et Marguerite) et leur belle-mère Ysabeau d'Avaugour.
Au XVIIe siècle, Henri de La Trémoille, duc de Thouars, se voit obligé d'abattre les défenses du château contre indemnité, comme l'exige le cardinal de Richelieu. Le logis, sans rôle défensif, est épargné, ainsi que le corps de la tour, trop massive.

## Description
Au début du XIe siècle, une motte castrale (motte du « jardin Batiot ») existait déjà, et dès 1020, une muraille en pierres est construite par Guillaume Ier de Talmont « le Chauve », elle épousait le promontoire et fermait une cour de 7 km2.
Le premier bâtiment semble être le logis seigneurial, avec une grande pièce, l'aula, qui a dû être élevé en même temps que la muraille. Un autre logis, sans doute réservé au duc d'Aquitaine qui était le co-seigneur de Talmont, semble avoir existé à l'autre bout de l'enceinte, selon des sondages archéologiques effectués vers 2016-2017.
Le donjon, ou tour-maîtresse, garde encore une part de ses mystères. Elle a des caractéristiques religieuses, et semble très probablement issue d'un clocher d'église. Elle est soit issue d'une église préromane plus ancienne et partiellement démolie, soit d'une église castrale bâtie vers 1020 qui aurait été transformée quelques décennies après.
De cette tour clocher, il subsiste le narthex au rez-de-chaussée, et la salle des cloches, toutes deux voûtées en berceau. Le tout fut intégré dans un ensemble plus grand, notamment une tour carrée possédant un escalier à vis pour accéder aux différents niveaux. Cet escalier aurait été construit vers 1050 par Guillaume II de Talmont « le Jeune », fils de Guillaume le Chauve. Les murs du clocher porche furent percés de passages voûtés remarquables, qui permettaient d'accéder aux salles existantes depuis l'escalier en vis.

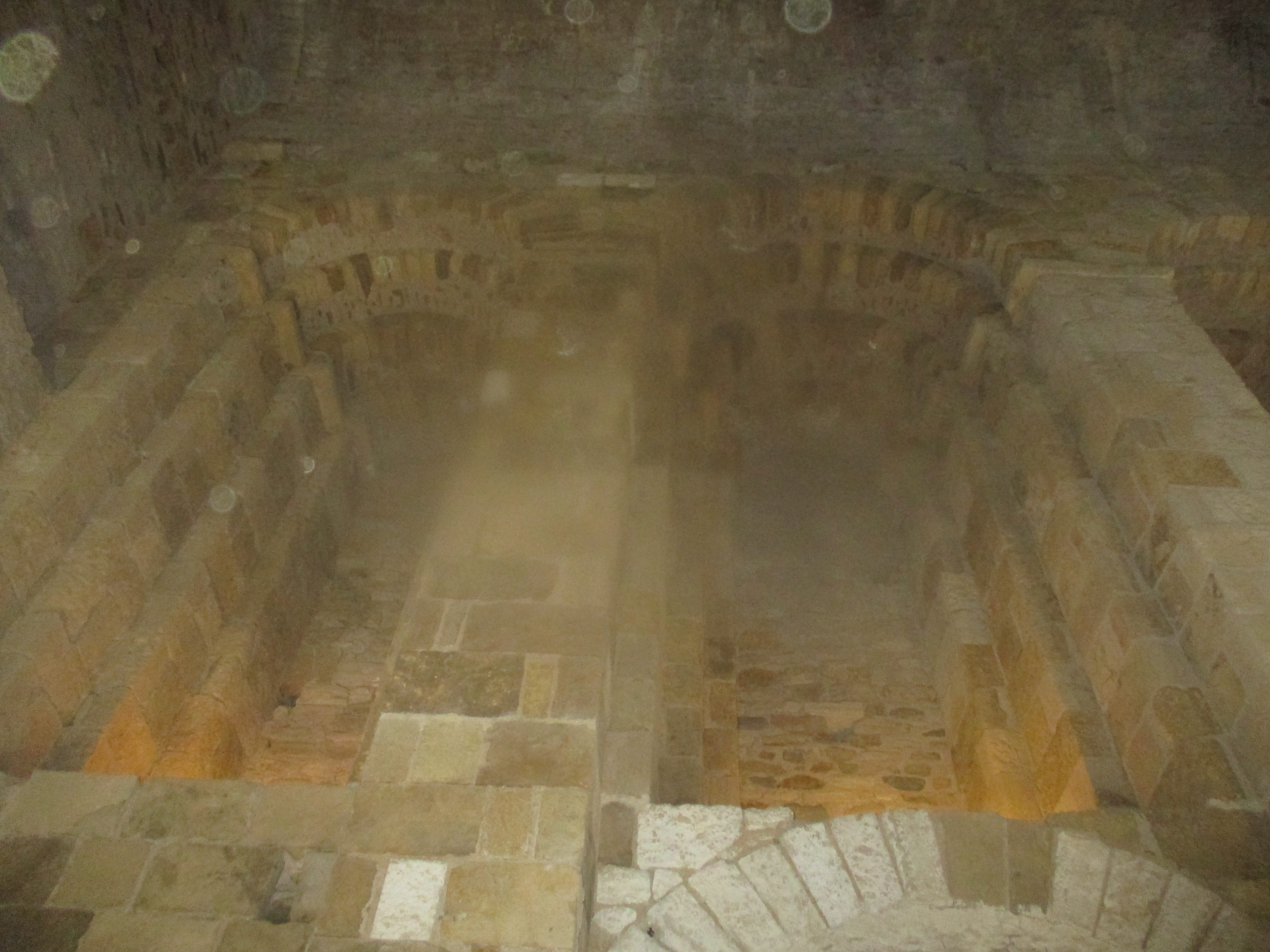
Arcatures aveugles dans le donjon.
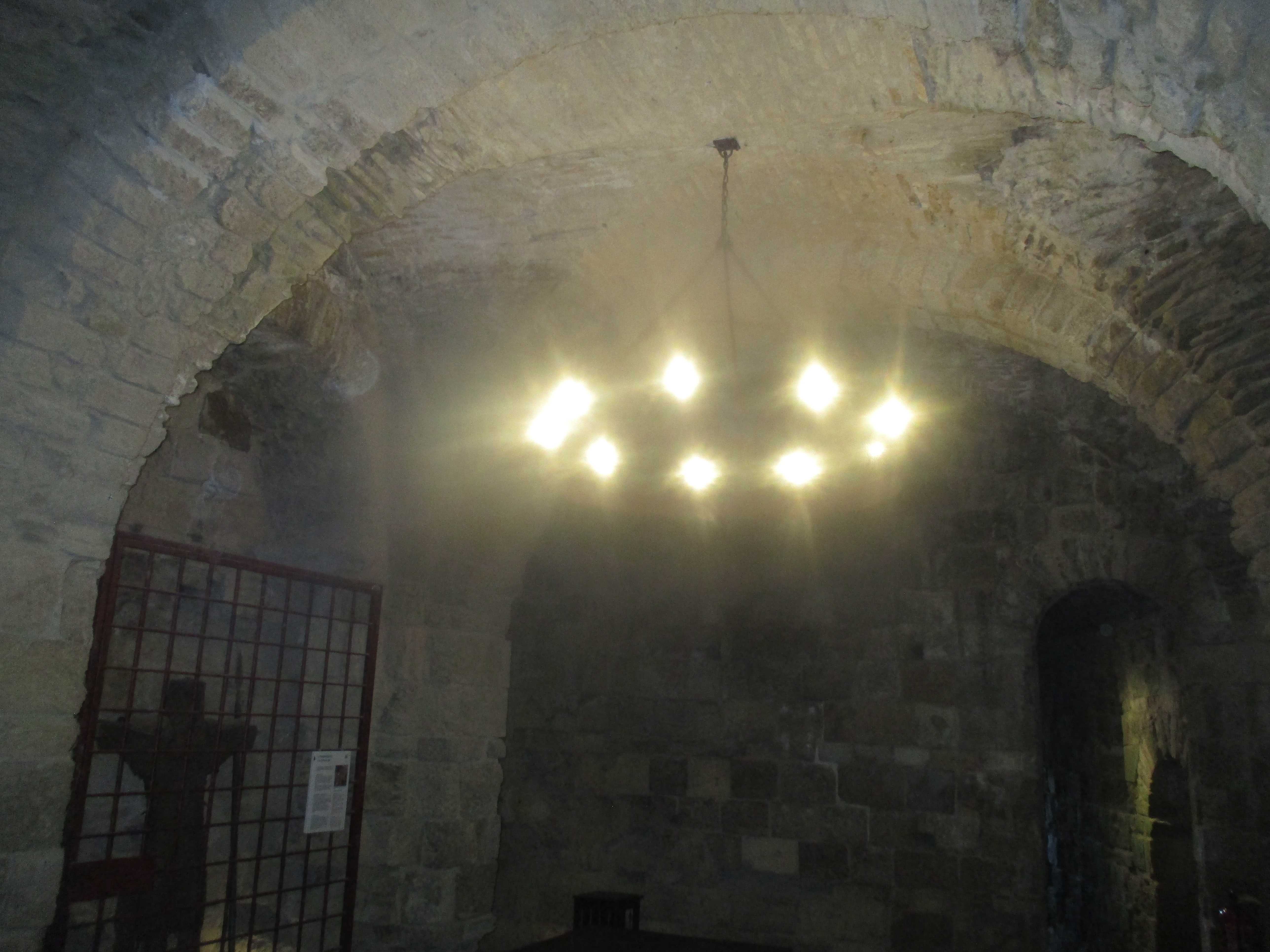
Salle des Gardes.
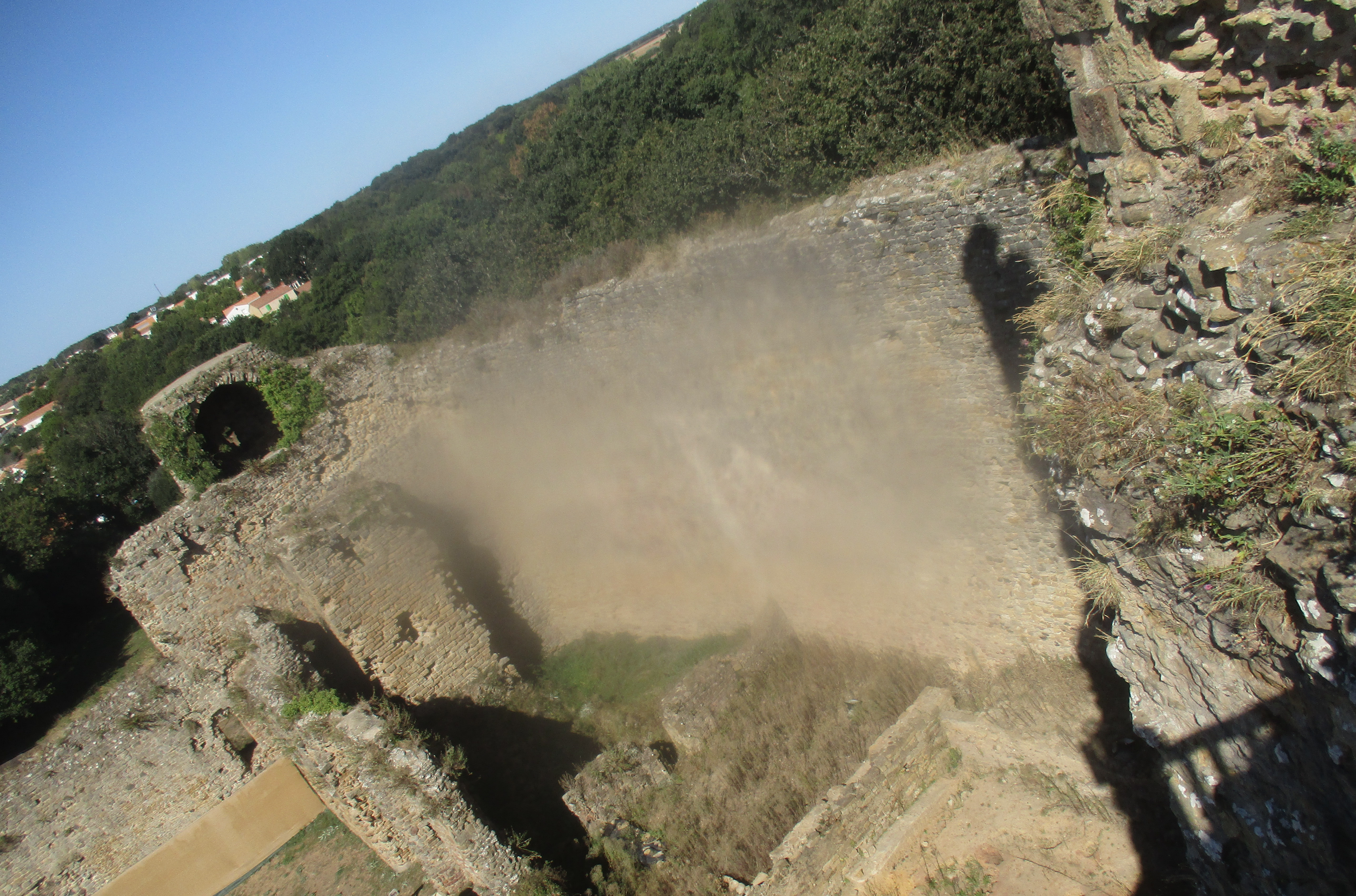
Vestiges du logis et de l'aula.

## Bande dessinée
Le château sert de cadre à un album de BD initié par la commune de Talmont :
- Richard Cœur de Lion, de Talmont à Fontevraud, avec Alain Paillou (dessin) et Jean-François Miniac (scénario), éditions Orep, 2021  (ISBN 978-2815105316)